# Karosa B 832
Karosa B 832 — городской автобус, выпускавшийся заводом Karosa в 1997—1999 годах. Пришёл на смену автобусу Karosa B732.

## Описание
Автобус Karosa B 832 идентичен своему предшественнику, Karosa B732. Вход в салон производится через три двери выдвижного типа.
От модели Karosa B 732 модель Karosa B 832 отличается шумоизоляцией, красными поручнями в салоне и застеклённой водительской перегородкой. Модель унифицирована с автобусами Karosa B 732 и Karosa C 834. Подвеска автобуса пневматическая.

## Модификации
- Karosa B832.1654